# Рочестер (Нью-Йорк)
Рочестер (англ. Rochester) — місто (англ. city) в США, в окрузі Монро у західній частині штату Нью-Йорк, над озером Онтаріо. Розташований за 107 км від Баффало і 120 км від Сірак'юс. Важливий промисловий і культурний центр. Населення — 211 328 осіб (2020), з передмістями приблизно 1098 тис. осіб (2006).

## Демографія
Згідно з переписом 2010 року, у місті мешкало 210 565 осіб у 87 027 домогосподарствах у складі 43 688 родин. Густота населення становила 2188 осіб/км². Було 97158 помешкань (1010/км²).
Расовий склад населення:
| - 43,7 % — білих - 41,7 % — чорних або афроамериканців - 3,1 % — азіатів - 0,5 % — корінних американців - 6,5 % — осіб інших рас |

До двох чи більше рас належало 4,4 %. Частка іспаномовних становила 16,4 % від усіх жителів.
За віковим діапазоном населення розподілялося таким чином: 24,8 % — особи молодші 18 років, 66,2 % — особи у віці 18—64 років, 9,0 % — особи у віці 65 років та старші. Медіана віку мешканця становила 30,8 року. На 100 осіб жіночої статі у місті припадало 93,4 чоловіків; на 100 жінок у віці від 18 років та старших — 90,5 чоловіків також старших 18 років.
Середній дохід на одне домашнє господарство становив 43 682 долари США (медіана — 30 960), а середній дохід на одну сім'ю — 48 947 доларів (медіана — 33 971). Медіана доходів становила 37 496 доларів для чоловіків та 32 236 доларів для жінок. За межею бідності перебувало 33,5 % осіб, у тому числі 51,6 % дітей у віці до 18 років та 15,2 % осіб у віці 65 років та старших.
Цивільне працевлаштоване населення становило 87 750 осіб. Основні галузі зайнятості: освіта, охорона здоров'я та соціальна допомога — 34,0 %, роздрібна торгівля — 11,7 %, науковці, спеціалісти, менеджери — 11,1 %, мистецтво, розваги та відпочинок — 10,6 %.

## Українці в Рочестері
Українці почали прибувати до Рочестера з 1900, здебільшого з Рогатинщини. За даними 1970 р., у Рочестері проживало близько 15 000 українців. Діють дві українські греко-католицькі (засновані 1910 і 1958) та одна українська православна (з 1950) парафії; численні українські товариства.

### Релігійне життя
Діють дві українські греко-католицькі (засновані 1910 і 1958) та одна українська православна (з 1950) парафії.

### Фінанси і бізнес
В Рочестері знаходиться головний офіс Ukrainian Federal Credit Union.

### Пам'ятки
- церква святого Богоявлення, УГКЦ[10]

### Культура
Починаючи з 1973 року щорічно в середині серпня відбувається Rochester Ukrainian Festival.

### Події
30 травня-1 червня 1969 р. в Українському Народному Домі пройшов З'їзд Бучачан.

### Люди
- Професором Істманівської школи музики є відомий український скрипаль Олег Криса, який викладає у цій консерваторії.
- Тут прожив останні свої роки і похований Світозар Драгоманов.
- Жила Карабіневич Аполлінарія (1896—1971) — українська актриса, режисер, театрально-громадська діячка, педагог. Дружина Панаса Карабіневича.
- Рубінґер Лев — український правник, економіст, військовий і громадський діяч.

## Географія
Рочестер розташований за координатами 43°10′12″ пн. ш. 77°37′1″ зх. д. / 43.17000° пн. ш. 77.61694° зх. д. (43,169927, –77,616891). За даними Бюро перепису населення США в 2010 році місто мало площу 96,23 км², з яких 92,67 км² — суходіл та 3,56 км² — водойми.

### Клімат
Місто знаходиться у зоні, котра характеризується вологим континентальним кліматом з теплим літом. Найтепліший місяць — липень із середньою температурою 21.6 °C (70.8 °F). Найхолодніший місяць — січень, із середньою температурою –4,1 °С (24,7 °F).
| Клімат Рочестера        | Клімат Рочестера | Клімат Рочестера | Клімат Рочестера | Клімат Рочестера | Клімат Рочестера | Клімат Рочестера | Клімат Рочестера | Клімат Рочестера | Клімат Рочестера | Клімат Рочестера | Клімат Рочестера | Клімат Рочестера | Клімат Рочестера |
| Показник                | Січ.             | Лют.             | Бер.             | Квіт.            | Трав.            | Черв.            | Лип.             | Серп.            | Вер.             | Жовт.            | Лист.            | Груд.            | Рік              |
| Абсолютний максимум, °C | 23,3             | 22,8             | 28,9             | 33,9             | 34,4             | 37,8             | 36,7             | 37,2             | 37,2             | 32,8             | 27,2             | 22,2             | 37,8             |
| Середній максимум, °C   | −0,2             | 1,2              | 6                | 13,3             | 19,8             | 24,8             | 27,2             | 26,2             | 22               | 15,3             | 8,9              | 2,5              | 14               |
| Середня температура, °C | −4,1             | −3,1             | 1,3              | 7,9              | 13,9             | 19               | 21,6             | 20,7             | 16,6             | 10,3             | 4,7              | −1,1             | 9                |
| Середній мінімум, °C    | −8               | −7,4             | −3,4             | 2,6              | 7,9              | 13,3             | 15,9             | 15,3             | 11,1             | 5,3              | 0,6              | −4,7             | 4,1              |
| Абсолютний мінімум, °C  | −27,2            | −28,3            | −21,7            | −10,6            | −3,3             | 1,7              | 5,6              | 2,2              | −2,2             | −6,7             | −15              | −26,7            | −28,3            |
| Норма опадів, мм        | 61               | 50.8             | 63.5             | 68.6             | 73.7             | 83.8             | 83.8             | 88.9             | 86.4             | 68.6             | 73.7             | 66               | 871.2            |
| Днів з опадами          | 19,4             | 15,9             | 15,1             | 13,1             | 12,2             | 11,9             | 10,8             | 10,8             | 11,5             | 13,2             | 15,3             | 17,6             | 166,8            |
| Днів з дощем            | 18               | 16               | 15               | 13               | 12               | 11               | 10               | 10               | 11               | 12               | 15               | 18               | 159              |
| Днів зі снігом          | 18               | 14,4             | 9,8              | 3,2              | 0,2              | 0                | 0                | 0                | 0                | 0,2              | 5,6              | 14,5             | 65,9             |
| Вологість повітря, %    | 73.9             | 70.6             | 68.2             | 64.2             | 66.7             | 71.5             | 72.6             | 74.3             | 75.8             | 74.2             | 74.1             | 73.4             | 71.6             |
| ----------------------- | ---------------- | ---------------- | ---------------- | ---------------- | ---------------- | ---------------- | ---------------- | ---------------- | ---------------- | ---------------- | ---------------- | ---------------- | ---------------- |
| Джерело: Weatherbase    |                  |                  |                  |                  |                  |                  |                  |                  |                  |                  |                  |                  |                  |

## Освіта
У Рочестері функціонує декілька відомих за межами країни вищих навчальних закладів:
- Рочестерський технологічний інститут (англ. Rochester Institute of Technology або інакше RIT)
- Рочестерський університет (англ. University of Rochester)
- Saint John Fisher College
- Roberts Wesleyan College
- Monroe County Community College
- Nazareth College
- Істманівська школа музики (англ. Eastman School of Music) — відома американська консерваторія

## Спорт
Рочестер має декілька професійних команд. «Рочестер Американс» (англ. Rochester Americans) — професійна хокейна команда, член Американської хокейної ліги.

## Уродженці
- Джесс Денді (1871—1923) — американський актор німого кіно і театру
- Джордж Мелфорд (1877—1961) — американський актор театру і кіно, режисер, продюсер, і сценарист
- Норман Керрі (1894—1956) — американський кіноактор
- Майкл Канін (1910—1993) — американський режисер, продюсер, драматург і сценарист
- Чарлз Гордон Фуллертон (1936—2013) — космонавт
- Джон Літгоу (* 1945) — американський актор
- Аарон Лустіг (* 1956) — американський актор
- Джоел Глейзер (* 1970) — американський бізнесмен.
- Рорі Фіцпатрік (* 1975) — американський хокеїст.
- Дженна Марблс (* 1986) — американська відеоблогерка, естрадна та комедійна артистка.